# Olimpiadi degli scacchi

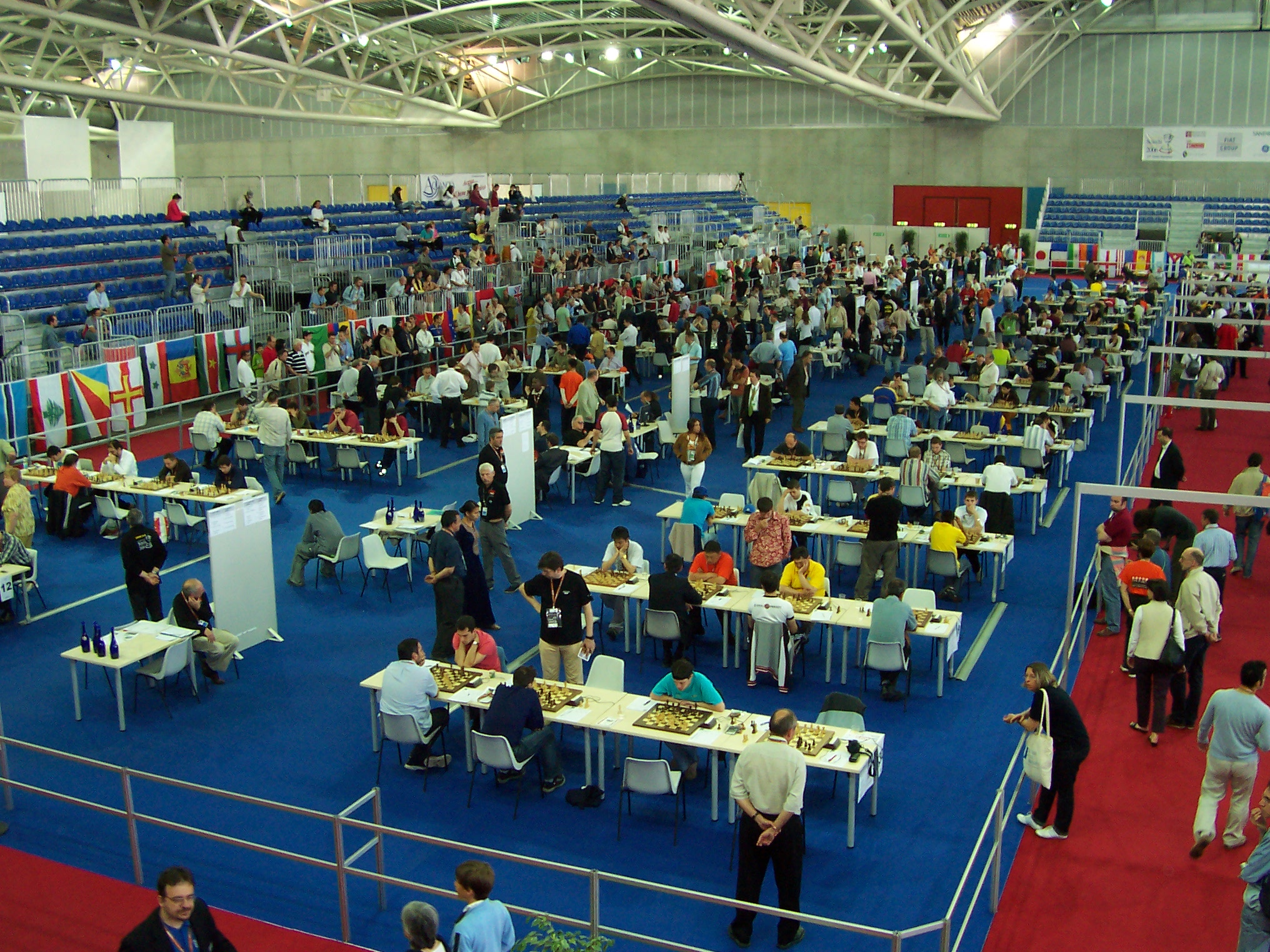
Olimpiadi degli scacchi del 2006 di Torino

Le Olimpiadi degli scacchi sono un torneo di scacchi per squadre nazionali che si disputa ogni due anni.
La prima edizione ufficiale, cioè organizzata dalla FIDE, è stata disputata nel 1927. L'ultima edizione si è svolta a Budapest, in Ungheria, nel settembre del 2024, la prossima edizione verrà disputata a Tashkent nel 2026.

## Storia
La prima Olimpiade degli scacchi venne organizzata nel 1924 a Parigi durante i Giochi olimpici, ma non è considerata un'edizione ufficiale perché non organizzata dalla FIDE. Sebbene non fosse ufficialmente nelle Olimpiadi e non assegnasse medaglie, il CIO impose la partecipazione dei soli dilettanti. In occasione del congresso della FIDE, due anni più tardi venne organizzato a Budapest un evento a squadre che comunque coinvolgeva solo 19 paesi. Solo nel 1927 vennero organizzate a Londra le prime Olimpiadi scacchistiche ufficiali.
Nel 1928 vennero organizzate a L'Aia durante i Giochi olimpici di Amsterdam. Anche qui originariamente dovevano giocare solamente i dilettanti. Il congresso FIDE in corso in quei giorni eliminò questo divieto, così oltre al torneo a squadre si svolse anche il Campionato mondiale individuale per dilettanti. Il Comitato Olimpico Internazionale comunque non riconobbe questo campionato come parte dei Giochi Olimpici. Nel 1936 a Monaco di Baviera si tenne un'edizione non ufficiale delle Olimpiadi degli scacchi durante i Giochi Olimpici di Berlino.
Prima della seconda guerra mondiale l'evento è stato occasionalmente disputato ogni anno; dal 1950 si tengono regolarmente ogni due anni. Nel 1957 venne organizzata la prima Olimpiade femminile che dal 1972 è abbinata alla competizione maschile con la medesima cadenza biennale. Nel 2020 si sarebbe dovuta svolgere la 44ª edizione a Mosca, ma è stata posticipata al 2022 a causa della pandemia di COVID-19. Successivamente la FIDE ha deciso di non assegnare l'evento alla capitale russa a causa dei fatti legati alla Crisi russo-ucraina del 2021-2022, la sede è poi stata definita per Chennai, in India, nello stato del Tamil Nadu.

## Torneo
Il torneo open si gioca con squadre composte da formazioni di quattro scacchiere coordinate da un capitano, è permesso un solo giocatore di riserva per ciascuna compagine. Le squadre iscritte si affrontano in un sistema svizzero per un totale di undici turni. La formazione vincitrice si aggiudica la Coppa Hamilton-Russell, dal nome del magnate inglese George Frederick Hamilton-Russell che offrì la coppa nella prima edizione ufficiale del torneo nel 1927. Ogni federazione vincitrice delle Olimpiadi vedrà inciso il proprio nome insieme alla data sul trofeo, lo custodirà per due anni, restituendolo alla vigilia dell'edizione successiva alla FIDE, che ne resta il proprietario.
Per il torneo femminile la formula è identica al torneo open. La formazione si aggiudica la Coppa Vera Menchik, dal nome della prima campionessa del mondo femminile Vera Menchik. La federazione che ottiene i risultati migliori, combinando entrambi i tornei, si aggiudica dal 1998 il Trofeo Nona Gaprindashvili dal nome del primo grande maestro donna e campionessa del mondo georgiana Nona Gaprindashvili.
Le prime tre formazioni dei tornei open e femminile ricevono la medaglia d'oro per la prima classificata, l'argento per la seconda, il bronzo per la terza. Ricevono le medaglie anche i primi tre giocatori per ognuna delle cinque scacchiere, che abbiano disputato almeno otto partite. Ricevono le medaglie anche le prime tre federazioni di ognuna delle cinque categorie di punteggio, stabilite in base alla media punteggio iniziale, escluse le prime tre assolute di ciascun torneo.

## Diffusione delle Olimpiadi degli scacchi
Le due figure seguenti mostrano come la partecipazione alle Olimpiadi degli scacchi si sia diffusa dalle origini negli anni seguenti. In verde chiaro sono indicate le nazioni partecipanti (con i confini attuali), in verde più scuro le nazioni partecipanti al solo torneo open.
|  |  |

## Edizioni delle Olimpiadi degli scacchi
| Anno | Ediz.    | Città ospitante      |                  |                      |                |
| ---- | -------- | -------------------- | ---------------- | -------------------- | -------------- |
| 1924 | 1        | Parigi               | Cecoslovacchia   | Ungheria             | Svizzera       |
| 1926 | 2        | Budapest             | Ungheria         | Jugoslavia           | Romania        |
| 1927 | I        | Londra               | Ungheria         | Danimarca            | Inghilterra    |
| 1928 | II       | L'Aia                | Ungheria         | Stati Uniti          | Polonia        |
| 1930 | III      | Amburgo              | Polonia          | Ungheria             | Germania       |
| 1931 | IV       | Praga                | Stati Uniti      | Polonia              | Cecoslovacchia |
| 1933 | V        | Folkestone           | Stati Uniti      | Cecoslovacchia       | Svezia         |
| 1935 | VI       | Varsavia             | Stati Uniti      | Svezia               | Polonia        |
| 1936 | 3        | Monaco di Baviera    | Ungheria         | Polonia              | Germania       |
| 1937 | VII      | Stoccolma            | Stati Uniti      | Ungheria             | Polonia        |
| 1939 | VIII     | Buenos Aires         | Germania         | Polonia              | Estonia        |
| 1950 | IX       | Ragusa di Dalmazia   | Jugoslavia       | Argentina            | Germania Ovest |
| 1952 | X        | Helsinki             | Unione Sovietica | Argentina            | Jugoslavia     |
| 1954 | XI       | Amsterdam            | Unione Sovietica | Argentina            | Jugoslavia     |
| 1956 | XII      | Mosca                | Unione Sovietica | Jugoslavia           | Ungheria       |
| 1958 | XIII     | Monaco di Baviera    | Unione Sovietica | Jugoslavia           | Argentina      |
| 1960 | XIV      | Lipsia               | Unione Sovietica | Stati Uniti          | Jugoslavia     |
| 1962 | XV       | Varna                | Unione Sovietica | Jugoslavia           | Argentina      |
| 1964 | XVI      | Tel Aviv             | Unione Sovietica | Jugoslavia           | Germania Ovest |
| 1966 | XVII     | L'Avana              | Unione Sovietica | Stati Uniti          | Ungheria       |
| 1968 | XVIII    | Lugano               | Unione Sovietica | Jugoslavia           | Bulgaria       |
| 1970 | XIX      | Siegen               | Unione Sovietica | Ungheria             | Jugoslavia     |
| 1972 | XX       | Skopje               | Unione Sovietica | Ungheria             | Jugoslavia     |
| 1974 | XXI      | Nizza                | Unione Sovietica | Jugoslavia           | Stati Uniti    |
| 1976 | XXII     | Haifa                | Stati Uniti      | Paesi Bassi          | Inghilterra    |
| 1976 | XXII bis | Tripoli              | El Salvador      | Tunisia              | Pakistan       |
| 1978 | XXIII    | Buenos Aires         | Ungheria         | Unione Sovietica     | Stati Uniti    |
| 1980 | XXIV     | La Valletta          | Unione Sovietica | Ungheria             | Stati Uniti    |
| 1982 | XXV      | Lucerna              | Unione Sovietica | Cecoslovacchia       | Stati Uniti    |
| 1984 | XXVI     | Salonicco            | Unione Sovietica | Inghilterra          | Stati Uniti    |
| 1986 | XXVII    | Dubai                | Unione Sovietica | Inghilterra          | Stati Uniti    |
| 1988 | XXVIII   | Salonicco            | Unione Sovietica | Inghilterra          | Paesi Bassi    |
| 1990 | XXIX     | Novi Sad             | Unione Sovietica | Stati Uniti          | Inghilterra    |
| 1992 | XXX      | Manila               | Russia           | Uzbekistan           | Armenia        |
| 1994 | XXXI     | Mosca                | Russia           | Bosnia ed Erzegovina | Russia         |
| 1996 | XXXII    | Erevan               | Russia           | Ucraina              | Stati Uniti    |
| 1998 | XXXIII   | Ėlista               | Russia           | Stati Uniti          | Ucraina        |
| 2000 | XXXIV    | Istanbul             | Russia           | Germania             | Ucraina        |
| 2002 | XXXV     | Bled                 | Russia           | Ungheria             | Armenia        |
| 2004 | XXXVI    | Calvià               | Ucraina          | Russia               | Armenia        |
| 2006 | XXXVII   | Torino               | Armenia          | Cina                 | Stati Uniti    |
| 2008 | XXXVIII  | Dresda               | Armenia          | Israele              | Stati Uniti    |
| 2010 | XXXIX    | Chanty-Mansijsk      | Ucraina          | Russia 1             | Israele        |
| 2012 | XL       | Istanbul             | Armenia          | Russia               | Ucraina        |
| 2014 | XLI      | Tromsø               | Cina             | Ungheria             | India          |
| 2016 | XLII     | Baku                 | Stati Uniti      | Ucraina              | Russia         |
| 2018 | XLIII    | Batumi               | Cina             | Stati Uniti          | Russia         |
| 2022 | XLIV     | Chennai              | Uzbekistan       | Armenia              | India 2        |
| 2024 | XLV      | Budapest             | India            | Stati Uniti          | Uzbekistan     |
| 2026 | XLVI     | Tashkent/ Samarcanda |                  |                      |                |
| 2028 | XLVII    | Abu Dhabi            |                  |                      |                |

## Edizioni delle Olimpiadi femminili degli scacchi
Dall'edizione del 1984 la numerazione delle olimpiadi femminili è stata standardizzata con quella del torneo open.
| Anno | Ediz.   | Città ospitante      |                  |                  |                |
| ---- | ------- | -------------------- | ---------------- | ---------------- | -------------- |
| 1957 | I       | Emmen                | Unione Sovietica | Romania          | Germania Est   |
| 1963 | II      | Spalato              | Unione Sovietica | Jugoslavia       | Germania Est   |
| 1966 | III     | Oberhausen           | Unione Sovietica | Romania          | Germania Est   |
| 1969 | IV      | Lublino              | Unione Sovietica | Ungheria         | Cecoslovacchia |
| 1972 | V       | Skopje               | Unione Sovietica | Romania          | Ungheria       |
| 1974 | VI      | Medellín             | Unione Sovietica | Romania          | Bulgaria       |
| 1976 | VII     | Haifa                | Israele          | Inghilterra      | Spagna         |
| 1978 | VIII    | Buenos Aires         | Unione Sovietica | Ungheria         | Germania Ovest |
| 1980 | IX      | La Valletta          | Unione Sovietica | Ungheria         | Polonia        |
| 1982 | X       | Lucerna              | Unione Sovietica | Romania          | Ungheria       |
| 1984 | XXVI    | Salonicco            | Unione Sovietica | Bulgaria         | Romania        |
| 1986 | XXVII   | Dubai                | Unione Sovietica | Ungheria         | Romania        |
| 1988 | XXVIII  | Salonicco            | Ungheria         | Unione Sovietica | Jugoslavia     |
| 1990 | XXIX    | Novi Sad             | Ungheria         | Unione Sovietica | Cina           |
| 1992 | XXX     | Manila               | Georgia          | Ucraina          | Cina           |
| 1994 | XXXI    | Mosca                | Georgia          | Ungheria         | Cina           |
| 1996 | XXXII   | Erevan               | Georgia          | Cina             | Russia         |
| 1998 | XXXIII  | Ėlista               | Cina             | Russia           | Georgia        |
| 2000 | XXXIV   | Istanbul             | Cina             | Georgia          | Russia         |
| 2002 | XXXV    | Bled                 | Cina             | Russia           | Polonia        |
| 2004 | XXXVI   | Calvià               | Cina             | Stati Uniti      | Russia         |
| 2006 | XXXVII  | Torino               | Ucraina          | Russia           | Cina           |
| 2008 | XXXVIII | Dresda               | Georgia          | Ucraina          | Stati Uniti    |
| 2010 | XXXIX   | Chanty-Mansijsk      | Russia 1         | Cina             | Georgia        |
| 2012 | XL      | Istanbul             | Russia           | Cina             | Ucraina        |
| 2014 | XLI     | Tromsø               | Russia           | Cina             | Ucraina        |
| 2016 | XLII    | Baku                 | Cina             | Polonia          | Ucraina        |
| 2018 | XLIII   | Batumi               | Cina             | Ucraina          | Georgia        |
| 2022 | XLIV    | Chennai              | Ucraina          | Georgia          | India          |
| 2024 | XLV     | Budapest             | India            | Kazakistan       | Stati Uniti    |
| 2026 | XLVI    | Tashkent/ Samarcanda |                  |                  |                |
| 2028 | XLVII   | Abu Dhabi            |                  |                  |                |

## Medagliere
Di seguito sono riportate le cinque nazioni che hanno conseguito più medaglie nei tornei open e femminile sia a squadre che individuali fino al 2014.

### Medagliere a squadre
| Pos. | Squadre open     |    |   |   |
| ---- | ---------------- | -- | - | - |
| 1    | Unione Sovietica | 18 | 1 | 0 |
| 2    | Stati Uniti      | 6  | 6 | 9 |
| 3    | Russia           | 6  | 3 | 3 |
| 4    | Ungheria         | 4  | 7 | 2 |
| 5    | Armenia          | 3  | 0 | 4 |

| Pos. | Squadre femminili |    |   |   |
| ---- | ----------------- | -- | - | - |
| 1    | Unione Sovietica  | 11 | 2 | 0 |
| 2    | Cina              | 6  | 4 | 4 |
| 3    | Georgia           | 4  | 1 | 3 |
| 4    | Russia            | 3  | 3 | 3 |
| 5    | Ungheria          | 2  | 5 | 2 |

### Medagliere individuale
| Pos. | Medaglie individuali open |    |    |    |
| ---- | ------------------------- | -- | -- | -- |
| 1    | Unione Sovietica          | 45 | 16 | 20 |
| 2    | Stati Uniti               | 14 | 16 | 16 |
| 3    | Russia                    | 11 | 8  | 8  |
| 4    | Argentina                 | 11 | 7  | 7  |
| 5    | Jugoslavia                | 9  | 10 | 10 |

| Pos. | Medaglie individuali femminili |    |    |    |
| ---- | ------------------------------ | -- | -- | -- |
| 1    | Unione Sovietica               | 25 | 10 | 3  |
| 2    | Cina                           | 16 | 10 | 8  |
| 3    | Russia                         | 10 | 7  | 5  |
| 4    | Ungheria                       | 9  | 11 | 10 |
| 5    | Georgia                        | 6  | 7  | 15 |

## Migliori risultati individuali nelle olimpiadi assolute

### Migliori risultati con almeno quattro olimpiadi disputate
- Sono compresi i giocatori che hanno ottenuto oltre il 73% dei punti.
- Sono riportate solo le medaglie individuali (non di squadra).

| #  | Giocatore         | Paese                          | Olimp. | Part. | +  | ½  | –  | %    |   |   |   |
| -- | ----------------- | ------------------------------ | ------ | ----- | -- | -- | -- | ---- | - | - | - |
| 1  | Michail Tal'      | Unione Sovietica               | 8      | 101   | 65 | 34 | 2  | 81,2 | 5 | 2 | – |
| 2  | Anatolij Karpov   | Unione Sovietica               | 6      | 68    | 43 | 23 | 2  | 80,1 | 3 | 2 | – |
| 3  | Tigran Petrosyan  | Unione Sovietica               | 10     | 129   | 78 | 50 | 1  | 79,8 | 6 | – | – |
| 4  | Isaac Kashdan     | Stati Uniti                    | 5      | 79    | 52 | 22 | 5  | 79,7 | 2 | 1 | 1 |
| 5  | Vasilij Smyslov   | Unione Sovietica               | 9      | 113   | 69 | 42 | 2  | 79,6 | 4 | 2 | 2 |
| 6  | David Bronštejn   | Unione Sovietica               | 4      | 49    | 30 | 18 | 1  | 79,6 | 3 | 1 | – |
| 7  | Garri Kasparov    | Unione Sovietica               | 9      | 82    | 50 | 29 | 3  | 78,7 | 7 | 2 | 2 |
| 8  | Aleksandr Alechin | Francia                        | 5      | 72    | 43 | 27 | 2  | 78,5 | 2 | 2 | – |
| 9  | Milan Matulović   | Jugoslavia                     | 6      | 78    | 46 | 28 | 4  | 76,9 | 1 | 2 | – |
| 10 | Paul Keres        | Estonia Unione Sovietica [N 7] | 10     | 141   | 85 | 44 | 12 | 75,9 | 5 | 1 | 1 |
| 11 | Juchym Heller     | Unione Sovietica               | 7      | 76    | 46 | 23 | 7  | 75,6 | 3 | 3 | – |
| 12 | James Tarjan      | Stati Uniti                    | 5      | 51    | 32 | 13 | 6  | 75,5 | 2 | 1 | – |
| 13 | Bobby Fischer     | Stati Uniti                    | 4      | 65    | 40 | 18 | 7  | 75,4 | 2 | 1 | – |
| 14 | Michail Botvinnik | Unione Sovietica               | 6      | 73    | 39 | 31 | 3  | 74,7 | 2 | 1 | 2 |
| 15 | Sergej Karjakin   | Ucraina Russia [N 8]           | 5      | 57    | 29 | 26 | 2  | 73,7 | 2 | – | 1 |
| 16 | Salo Flohr        | Cecoslovacchia                 | 7      | 82    | 46 | 28 | 8  | 73,2 | 2 | 1 | 1 |

### Migliori risultati con meno di quattro olimpiadi disputate
| # | Giocatore            | Paese              | Olimp. | Part. | +  | ½ | – | %    |   |   |   |
| - | -------------------- | ------------------ | ------ | ----- | -- | - | - | ---- | - | - | - |
| 1 | Leonid Štejn         | Unione Sovietica   | 2      | 35    | 25 | 8 | 2 | 76,0 | 1 | 1 | – |
| 2 | Akiba Rubinstein     | Polonia            | 2      | 33    | 25 | 8 | 2 | 74,2 | 1 | – | – |
| 3 | José Raúl Capablanca | Repubblica di Cuba | 1      | 16    | 7  | 9 | 0 | 71,9 | 1 | – | – |